# Llista de topònims de Capmany
Llista de topònims (noms propis de lloc) del municipi de Capmany, a l'Alt Empordà
Informació actualitzada per un bot. Els canvis manuals es perdran quan s'actualitzi!

## casa
| imatge | Nom                                   | Ubicat a | instància de | Detalls                     | coordenades                                          | Protecció                                  | Commons (més fotos)                   | Dades a WD                    |
| ------ | ------------------------------------- | -------- | ------------ | --------------------------- | ---------------------------------------------------- | ------------------------------------------ | ------------------------------------- | ----------------------------- |
|        | Ca l'Angelita                         | Campmany | casa         | Estil: arquitectura popular | 42° 22′ 28″ N, 2° 55′ 16″ E / 42.3745°N,2.921°E      | bé integrant del patrimoni cultural català |                                       | Modifica les dades a Wikidata |
|        | Ca l'Oliveres                         | Campmany | casa         | Estil: arquitectura popular | 42° 22′ 28″ N, 2° 55′ 13″ E / 42.3744°N,2.92019°E    | bé integrant del patrimoni cultural català | Ca l'Oliveres de Capmany              | Modifica les dades a Wikidata |
|        | Ca la Pepita Joana                    | Campmany | casa         | Estil: arquitectura popular | 42° 22′ 21″ N, 2° 55′ 16″ E / 42.3726°N,2.92113°E    | bé integrant del patrimoni cultural català | Ca la Pepita Joana (Capmany)          | Modifica les dades a Wikidata |
|        | Can Guinart de Dalt                   | Campmany | casa         | Estil: arquitectura popular | 42° 22′ 27″ N, 2° 55′ 12″ E / 42.3741°N,2.92°E       | bé integrant del patrimoni cultural català |                                       | Modifica les dades a Wikidata |
|        | Can Paita                             | Campmany | casa         | Estil: arquitectura popular | 42° 22′ 21″ N, 2° 55′ 15″ E / 42.3724°N,2.92093°E    | bé integrant del patrimoni cultural català | Can Paita de Capmany                  | Modifica les dades a Wikidata |
|        | casa al carrer Major, 20, de Campmany | Campmany | casa         | Estil: arquitectura popular | 42° 22′ 25″ N, 2° 55′ 14″ E / 42.373736°N,2.920477°E | bé integrant del patrimoni cultural català | Casa al carrer Major, 20, de Campmany | Modifica les dades a Wikidata |
|        | casa al carrer Major, 22              | Campmany | casa         | Estil: arquitectura popular | 42° 22′ 26″ N, 2° 55′ 13″ E / 42.373907°N,2.920368°E | bé integrant del patrimoni cultural català |                                       | Modifica les dades a Wikidata |

## edifici
| imatge | Nom                       | Ubicat a | instància de           | Detalls                                  | coordenades                                                                     | Protecció                                  | Commons (més fotos)       | Dades a WD                    |
| ------ | ------------------------- | -------- | ---------------------- | ---------------------------------------- | ------------------------------------------------------------------------------- | ------------------------------------------ | ------------------------- | ----------------------------- |
|        | Banys de la Mercè         | Campmany | edifici hotel balneari | Estil: arquitectura popular 19th century | 42° 22′ 00″ N, 2° 53′ 45″ E / 42.3666°N,2.89575°E ca:Ctra. N-II, km 775 64 msnm | bé integrant del patrimoni cultural català | Banys de la Mercè         | Modifica les dades a Wikidata |
|        | Celler Oliveda            | Campmany | edifici                | Estil: arquitectura popular              | 42° 22′ 32″ N, 2° 55′ 11″ E / 42.3755°N,2.91964°E                               | bé integrant del patrimoni cultural català |                           | Modifica les dades a Wikidata |
|        | Façana al carrer del Fort | Campmany | edifici                | Estil: arquitectura popular 18th century | 42° 22′ 21″ N, 2° 55′ 16″ E / 42.372446°N,2.9212°E ca:C. del Fort               | bé integrant del patrimoni cultural català | Façana al carrer del Fort | Modifica les dades a Wikidata |

## entitat singular de població
| imatge | Nom                        | Ubicat a | instància de                                                                   | Detalls | coordenades                                                               | Protecció | Commons (més fotos) | Dades a WD                    |
| ------ | -------------------------- | -------- | ------------------------------------------------------------------------------ | ------- | ------------------------------------------------------------------------- | --------- | ------------------- | ----------------------------- |
|        | Bosquerós                  | Campmany | entitat singular de població ens local històric de Catalunya                   | 13 hab  | 42° 22′ 20″ N, 2° 51′ 51″ E / 42.37225556°N,2.86425278°E 182 msnm         |           |                     | Modifica les dades a Wikidata |
|        | Campmany                   | Campmany | entitat singular de població ens local històric de Catalunya capital municipal | 614 hab | 42° 22′ 25″ N, 2° 55′ 13″ E / 42.37351°N,2.92026°E 110 msnm               |           |                     | Modifica les dades a Wikidata |
|        | Nostra Senyora de la Mercè | Campmany | entitat singular de població                                                   | 3 hab   | 42° 21′ 50″ N, 2° 53′ 44″ E / 42.364007273679°N,2.8956426840861°E 77 msnm |           |                     | Modifica les dades a Wikidata |
|        | la Verneda                 | Campmany | entitat singular de població                                                   | 11 hab  | 42° 22′ 33″ N, 2° 55′ 10″ E / 42.375934°N,2.919394°E 110 msnm             |           |                     | Modifica les dades a Wikidata |
|        | la Vila d'Avall            | Campmany | entitat singular de població                                                   | 50 hab  | 42° 21′ 54″ N, 2° 55′ 29″ E / 42.364930697474°N,2.9247873434612°E 97 msnm |           |                     | Modifica les dades a Wikidata |

## església
| imatge | Nom                      | Ubicat a | instància de | Detalls                      | coordenades                                       | Protecció                                  | Commons (més fotos)      | Dades a WD                    |
| ------ | ------------------------ | -------- | ------------ | ---------------------------- | ------------------------------------------------- | ------------------------------------------ | ------------------------ | ----------------------------- |
|        | Santa Àgata de Campmany  | Campmany | església     | Estil: arquitectura romànica | 42° 22′ 22″ N, 2° 55′ 16″ E / 42.3727°N,2.92099°E | bé integrant del patrimoni cultural català | Santa Àgata de Capmany   | Modifica les dades a Wikidata |
|        | capella de Sant Sebastià | Campmany | església     | Estil: arquitectura popular  | 42° 22′ 27″ N, 2° 55′ 13″ E / 42.3742°N,2.92028°E | bé integrant del patrimoni cultural català | Sant Sebastià de Capmany | Modifica les dades a Wikidata |
|        | església de la Mercè     | Campmany | església     | Estil: arquitectura popular  | 42° 22′ 01″ N, 2° 53′ 44″ E / 42.3669°N,2.89564°E | bé integrant del patrimoni cultural català |                          | Modifica les dades a Wikidata |

## masia
| imatge | Nom                        | Ubicat a | instància de | Detalls                     | coordenades                                                         | Protecció                                  | Commons (més fotos) | Dades a WD                    |
| ------ | -------------------------- | -------- | ------------ | --------------------------- | ------------------------------------------------------------------- | ------------------------------------------ | ------------------- | ----------------------------- |
|        | Ca n'Armet                 | Campmany | masia        | Estil: arquitectura popular | 42° 22′ 27″ N, 2° 53′ 42″ E / 42.374186°N,2.895088°E                | bé integrant del patrimoni cultural català |                     | Modifica les dades a Wikidata |
|        | Can Broc                   | Campmany | masia        |                             | 42° 21′ 57″ N, 2° 52′ 47″ E / 42.365793014915°N,2.8798519953305°E   |                                            |                     | Modifica les dades a Wikidata |
|        | Can Collell                | Campmany | masia        |                             | 42° 22′ 36″ N, 2° 52′ 04″ E / 42.3766760971088°N,2.86765040349223°E |                                            |                     | Modifica les dades a Wikidata |
|        | Can Feliçó                 | Campmany | masia        |                             | 42° 20′ 57″ N, 2° 55′ 26″ E / 42.3492856903399°N,2.92394659531339°E |                                            |                     | Modifica les dades a Wikidata |
|        | Can Geli                   | Campmany | masia        |                             | 42° 22′ 16″ N, 2° 51′ 50″ E / 42.3710428043686°N,2.8638120961797°E  |                                            |                     | Modifica les dades a Wikidata |
|        | Can Giralt                 | Campmany | masia        |                             | 42° 22′ 21″ N, 2° 51′ 53″ E / 42.3725929531707°N,2.86474397644407°E |                                            |                     | Modifica les dades a Wikidata |
|        | Can Gorra del Camí         | Campmany | masia        |                             | 42° 22′ 36″ N, 2° 52′ 06″ E / 42.3765506699938°N,2.86822155688304°E |                                            |                     | Modifica les dades a Wikidata |
|        | Can Paulí                  | Campmany | masia        |                             | 42° 21′ 20″ N, 2° 55′ 04″ E / 42.3556486960822°N,2.91769764155009°E |                                            |                     | Modifica les dades a Wikidata |
|        | Can Rocalba                | Campmany | masia        |                             | 42° 21′ 52″ N, 2° 52′ 29″ E / 42.3644266959747°N,2.87465906677709°E |                                            |                     | Modifica les dades a Wikidata |
|        | Can Salvi                  | Campmany | masia        |                             | 42° 22′ 38″ N, 2° 51′ 40″ E / 42.3770915631994°N,2.86104172617708°E |                                            |                     | Modifica les dades a Wikidata |
|        | Casal del Feliuet          | Campmany | masia        |                             | 42° 23′ 34″ N, 2° 54′ 39″ E / 42.3927667076391°N,2.91095466537933°E |                                            |                     | Modifica les dades a Wikidata |
|        | Mas Alegret                | Campmany | masia        |                             | 42° 22′ 03″ N, 2° 53′ 35″ E / 42.3674444126192°N,2.89311322810171°E |                                            |                     | Modifica les dades a Wikidata |
|        | Mas Botatxo                | Campmany | masia        |                             | 42° 21′ 50″ N, 2° 54′ 08″ E / 42.3639943116761°N,2.90234865199871°E |                                            |                     | Modifica les dades a Wikidata |
|        | Mas Comte                  | Campmany | masia        |                             | 42° 22′ 41″ N, 2° 52′ 34″ E / 42.3781176510099°N,2.87623523346736°E |                                            |                     | Modifica les dades a Wikidata |
|        | Mas Mallol                 | Campmany | masia        |                             | 42° 22′ 39″ N, 2° 52′ 19″ E / 42.3775545806223°N,2.87196066912863°E |                                            |                     | Modifica les dades a Wikidata |
|        | Mas Martí                  | Campmany | masia        |                             | 42° 22′ 37″ N, 2° 54′ 18″ E / 42.3769472266085°N,2.90492797451826°E |                                            |                     | Modifica les dades a Wikidata |
|        | Mas Paulí                  | Campmany | masia        |                             | 42° 21′ 17″ N, 2° 54′ 59″ E / 42.3546211228181°N,2.91648474489195°E |                                            |                     | Modifica les dades a Wikidata |
|        | Mas al carrer Santa Llúcia | Campmany | masia        | Estil: arquitectura popular | 42° 22′ 31″ N, 2° 55′ 13″ E / 42.3752°N,2.92014°E                   | bé integrant del patrimoni cultural català |                     | Modifica les dades a Wikidata |
|        | Mas d'en Gorra de Baix     | Campmany | masia        |                             | 42° 22′ 37″ N, 2° 52′ 14″ E / 42.3770666854099°N,2.87056479026671°E |                                            |                     | Modifica les dades a Wikidata |
|        | Mas d'en Massot            | Campmany | masia        |                             | 42° 22′ 04″ N, 2° 55′ 25″ E / 42.3677299951862°N,2.92365716289089°E |                                            |                     | Modifica les dades a Wikidata |
|        | Mas d'en Serra             | Campmany | masia        |                             | 42° 22′ 06″ N, 2° 55′ 18″ E / 42.3682960346831°N,2.92166469623705°E |                                            |                     | Modifica les dades a Wikidata |
|        | Mas d'en Sot               | Campmany | masia        |                             | 42° 22′ 59″ N, 2° 55′ 04″ E / 42.3831714223672°N,2.91788036591478°E |                                            |                     | Modifica les dades a Wikidata |
|        | Mas de la Pena             | Campmany | masia        |                             | 42° 23′ 08″ N, 2° 56′ 09″ E / 42.3856775475377°N,2.93582022377195°E |                                            |                     | Modifica les dades a Wikidata |
|        | Mas del Quer Afumat        | Campmany | masia        |                             | 42° 23′ 28″ N, 2° 55′ 00″ E / 42.3910779444281°N,2.91677661432863°E |                                            |                     | Modifica les dades a Wikidata |
|        | la Caseta                  | Campmany | masia        |                             | 42° 21′ 20″ N, 2° 54′ 43″ E / 42.3554463047994°N,2.91196663007093°E |                                            |                     | Modifica les dades a Wikidata |
|        | la Muntanyeta              | Campmany | masia        |                             | 42° 22′ 08″ N, 2° 54′ 45″ E / 42.3688838690933°N,2.91257941554553°E |                                            |                     | Modifica les dades a Wikidata |

## muntanya
| imatge | Nom                  | Ubicat a       | instància de | Detalls | coordenades                                                         | Protecció | Commons (més fotos) | Dades a WD                    |
| ------ | -------------------- | -------------- | ------------ | ------- | ------------------------------------------------------------------- | --------- | ------------------- | ----------------------------- |
|        | Puig Agall           | Campmany       | muntanya     |         | 42° 21′ 50″ N, 2° 55′ 38″ E / 42.364°N,2.92733°E 144.2 msnm         |           |                     | Modifica les dades a Wikidata |
|        | Puig Gros            | Campmany       | muntanya     |         | 42° 22′ 06″ N, 2° 56′ 04″ E / 42.36836278°N,2.93435333°E 133.7 msnm |           |                     | Modifica les dades a Wikidata |
|        | Puig Nan             | Campmany       | muntanya     |         | 42° 21′ 36″ N, 2° 54′ 34″ E / 42.36002222°N,2.90941389°E 141.1 msnm |           |                     | Modifica les dades a Wikidata |
|        | Puig Terrers         | Campmany       | muntanya     |         | 42° 21′ 29″ N, 2° 55′ 31″ E / 42.35807222°N,2.92524444°E 134.4 msnm |           |                     | Modifica les dades a Wikidata |
|        | Puig Xiriguell       | Campmany Biure | muntanya     |         | 42° 20′ 40″ N, 2° 55′ 19″ E / 42.34453889°N,2.92180556°E 108.8 msnm |           |                     | Modifica les dades a Wikidata |
|        | Puig de Serrallobera | Campmany       | muntanya     |         | 42° 22′ 52″ N, 2° 56′ 03″ E / 42.38116667°N,2.93413°E 157.7 msnm    |           |                     | Modifica les dades a Wikidata |
|        | Puig de la Gla       | Campmany       | muntanya     |         | 42° 22′ 10″ N, 2° 55′ 28″ E / 42.36951667°N,2.9245°E 122.1 msnm     |           |                     | Modifica les dades a Wikidata |
|        | Roca Cagalera        | Campmany       | muntanya     |         | 42° 21′ 23″ N, 2° 55′ 18″ E / 42.3563°N,2.92155°E 120.3 msnm        |           |                     | Modifica les dades a Wikidata |

## plaça
| imatge | Nom                     | Ubicat a | instància de | Detalls                     | coordenades                                       | Protecció                                  | Commons (més fotos)     | Dades a WD                    |
| ------ | ----------------------- | -------- | ------------ | --------------------------- | ------------------------------------------------- | ------------------------------------------ | ----------------------- | ----------------------------- |
|        | Plaça Major de Campmany | Campmany | plaça        | Estil: arquitectura popular | 42° 22′ 24″ N, 2° 55′ 17″ E / 42.3732°N,2.92129°E | bé integrant del patrimoni cultural català | Plaça Major de Campmany | Modifica les dades a Wikidata |
|        | plaça del Dolmen        | Campmany | plaça        | Estil: arquitectura popular | 42° 22′ 20″ N, 2° 55′ 18″ E / 42.3721°N,2.92176°E | bé integrant del patrimoni cultural català |                         | Modifica les dades a Wikidata |

## pont
| imatge | Nom                         | Ubicat a | instància de | Detalls                       | coordenades                                                         | Protecció                                  | Commons (més fotos)               | Dades a WD                    |
| ------ | --------------------------- | -------- | ------------ | ----------------------------- | ------------------------------------------------------------------- | ------------------------------------------ | --------------------------------- | ----------------------------- |
|        | Pont al carrer del Pont     | Campmany | pont         | Estil: arquitectura popular   | 42° 22′ 21″ N, 2° 55′ 14″ E / 42.3724°N,2.92048°E                   | bé integrant del patrimoni cultural català | Pont al carrer del Pont (Capmany) | Modifica les dades a Wikidata |
|        | Pont de Bosquerós           | Campmany | pont         | Travessa: Llobregat d'Empordà | 42° 22′ 26″ N, 2° 53′ 30″ E / 42.3738284040563°N,2.89170560533172°E |                                            |                                   | Modifica les dades a Wikidata |
|        | Pont del Globo              | Campmany | pont         |                               | 42° 21′ 42″ N, 2° 54′ 23″ E / 42.3615661112405°N,2.90648127382753°E |                                            |                                   | Modifica les dades a Wikidata |
|        | Pont dels Banys de la Mercè | Campmany | pont         | Travessa: Llobregat d'Empordà | 42° 22′ 00″ N, 2° 53′ 41″ E / 42.3666984474986°N,2.89477831646232°E |                                            |                                   | Modifica les dades a Wikidata |
|        | pont de Campmany            | Campmany | pont         | Estil: arquitectura popular   | 42° 22′ 17″ N, 2° 55′ 14″ E / 42.3714°N,2.92046°E                   | bé integrant del patrimoni cultural català | Pont de Capmany                   | Modifica les dades a Wikidata |

## serra
| imatge | Nom                | Ubicat a             | instància de | Detalls | coordenades                                                         | Protecció | Commons (més fotos) | Dades a WD                    |
| ------ | ------------------ | -------------------- | ------------ | ------- | ------------------------------------------------------------------- | --------- | ------------------- | ----------------------------- |
|        | Serra Comunera     | Campmany la Jonquera | serra        |         | 42° 23′ 16″ N, 2° 54′ 06″ E / 42.38776111°N,2.90170778°E 224.9 msnm |           |                     | Modifica les dades a Wikidata |
|        | serra Blanca       | Campmany             | serra        |         | 42° 22′ 50″ N, 2° 52′ 20″ E / 42.3805°N,2.87235833°E 167.5 msnm     |           |                     | Modifica les dades a Wikidata |
|        | serra Llobera      | Campmany             | serra        |         | 42° 22′ 52″ N, 2° 56′ 03″ E / 42.38116667°N,2.93413°E 157.7 msnm    |           |                     | Modifica les dades a Wikidata |
|        | serra de Bosquerós | Campmany Darnius     | serra        |         | 42° 22′ 11″ N, 2° 51′ 50″ E / 42.36984722°N,2.86386389°E 222 msnm   |           |                     | Modifica les dades a Wikidata |
|        | serra de l'Hoste   | Biure Campmany       | serra        |         | 42° 20′ 39″ N, 2° 55′ 19″ E / 42.344072°N,2.921903°E                |           |                     | Modifica les dades a Wikidata |
|        | serra de la Solana | Campmany Darnius     | serra        |         | 42° 22′ 16″ N, 2° 51′ 05″ E / 42.3711°N,2.85134°E                   |           |                     | Modifica les dades a Wikidata |

## Misc
| imatge | Nom                              | Ubicat a                       | instància de                                                                 | Detalls                                                                    | coordenades                                                                  | Protecció                                  | Commons (més fotos)                   | Dades a WD                    |
| ------ | -------------------------------- | ------------------------------ | ---------------------------------------------------------------------------- | -------------------------------------------------------------------------- | ---------------------------------------------------------------------------- | ------------------------------------------ | ------------------------------------- | ----------------------------- |
|        | Baronia de Campmany              | Campmany                       | casa consistorial                                                            | Estil: arquitectura popular                                                | 42° 22′ 21″ N, 2° 55′ 15″ E / 42.3725°N,2.92082°E                            | bé integrant del patrimoni cultural català | Baronia de Capmany                    | Modifica les dades a Wikidata |
|        | Carrer Major                     | Campmany                       | carrer                                                                       |                                                                            | 42° 22′ 26″ N, 2° 55′ 13″ E / 42.3739°N,2.92037°E                            |                                            | Buildings in carrer Major de Campmany | Modifica les dades a Wikidata |
|        | Llobregat d'Empordà              | Alt Empordà                    | curs d'aigua                                                                 | Desemboca: Muga Conca: 853.8km²                                            | 42° 19′ 51″ N, 2° 57′ 21″ E / 42.3307°N,2.95577°E 28 msnm                    |                                            | Llobregat d'Empordà                   | Modifica les dades a Wikidata |
|        | Menhir del Quer Afumat I         | Campmany                       | menhir                                                                       |                                                                            | 42° 23′ 36″ N, 2° 54′ 40″ E / 42.3934151800744°N,2.91100234810312°E 172 msnm |                                            | Menhir del Quer Afumat I              | Modifica les dades a Wikidata |
|        | Molí d'en Serra                  | Campmany                       | molí d'aigua                                                                 |                                                                            | 42° 21′ 50″ N, 2° 56′ 05″ E / 42.3639363292932°N,2.93484653482093°E          |                                            |                                       | Modifica les dades a Wikidata |
|        | Pedra dels Sacrificis de Capmany | Campmany                       | megàlit                                                                      |                                                                            | 42° 22′ 27″ N, 2° 54′ 18″ E / 42.374302°N,2.90501°E 150 msnm                 | bé integrant del patrimoni cultural català | Pedra dels Sacrificis de Capmany      | Modifica les dades a Wikidata |
|        | Platana de Can Compte            | Campmany                       | arbre singular                                                               | Taxon: plàtan (Platanus ×hispanica) Ample: 26.5m Alt: 26m Perímetre: 4.07m | 42° 22′ 42″ N, 2° 52′ 35″ E / 42.37832°N,2.87626°E ca:Mas Comte 107 msnm     | arbre monumental                           | Plàtan de Can Comte                   | Modifica les dades a Wikidata |
|        | dolmen del Quer Afumat           | Campmany                       | dolmen                                                                       |                                                                            | 42° 23′ 28″ N, 2° 55′ 13″ E / 42.3912°N,2.9204°E 166 msnm                    | bé integrant del patrimoni cultural català | Dolmen del Quer Afumat                | Modifica les dades a Wikidata |
|        | el Fort                          | Campmany                       | castell                                                                      |                                                                            | 42° 22′ 20″ N, 2° 55′ 14″ E / 42.3723571068469°N,2.92068798672804°E          |                                            |                                       | Modifica les dades a Wikidata |
|        | estany de Serra-Saguer           | Sant Climent Sescebes Campmany | zona humida llac                                                             |                                                                            | 42° 22′ 52″ N, 2° 56′ 29″ E / 42.3811°N,2.9414°E                             |                                            |                                       | Modifica les dades a Wikidata |
|        | muralles de Campmany             | Campmany                       | muralla urbana                                                               | Estil: arquitectura popular                                                | 42° 22′ 21″ N, 2° 55′ 16″ E / 42.3725°N,2.92103°E                            | bé cultural d'interès nacional             | City walls of Capmany                 | Modifica les dades a Wikidata |
|        | viaducte de la Riera del Gou     | Agullana Campmany              | viaducte viaducte d'una línia ferroviària d'alta velocitat box girder bridge | Hi passa: LAV Perpinyà-Figueres Llarg: 300m Llum: 30m                      | 42° 23′ 04″ N, 2° 52′ 50″ E / 42.384338159860185°N,2.8805926593321773°E      |                                            |                                       | Modifica les dades a Wikidata |